# Michael Rutschky
Michael Christian Rutschky (* 25. Mai 1943 in Berlin; † 17. März 2018 ebenda) war ein deutscher Schriftsteller, Soziologe und Essayist.

## Leben
Rutschkys Großvater mütterlicherseits war der Berliner Fotograf Max Missmann. Rutschky wuchs als Sohn des Buchprüfers Franz Rutschky im nordhessischen Spangenberg auf und besuchte die Geschwister-Scholl-Schule in Melsungen. Von 1963 bis 1971 studierte er Soziologie, Literaturwissenschaft und Philosophie an den Universitäten Frankfurt am Main (u. a. bei Theodor W. Adorno und Jürgen Habermas), Göttingen und Berlin.
Von 1969 bis 1978 wirkte er als Sozialforscher an der FU Berlin, wo er 1978 mit einer Arbeit zur psychoanalytischen Interpretation von Literatur promoviert wurde. Von 1979 bis 1984 lebte er in München. Dort gehörte er 1979/80 der Redaktion der Zeitschrift Merkur an und 1980/81 der Redaktion der Transatlantik. Seit 1985 lebte und arbeitete er wieder in Berlin. Von 1985 bis 1997 war er Redakteur der Zeitschrift Der Alltag: Die Sensationen des Gewöhnlichen und seit 1994 deren Herausgeber. Rutschky war Mitglied des PEN-Zentrums Deutschland. 1997 erhielt Michael Rutschky den Heinrich-Mann-Preis; 1999 hatte er die Poetik-Dozentur der Universität Heidelberg inne. 2008/2009 war er Stipendiat des Internationalen Künstlerhauses Villa Concordia in Bamberg.
Rutschky war mit der Pädagogin und Publizistin Katharina Rutschky verheiratet. Sie lebten in der Kreuzberger Wartenburgstraße. Rutschky starb 2018 mit 74 Jahren nach einer Krebsdiagnose Ende 2016 im Klinikum Am Urban in Berlin-Kreuzberg. Sein Freund, der frühere Merkur-Herausgeber Kurt Scheel, pflegte ihn zuletzt. Die Bestattung fand als Seebestattung vor Warnemünde statt. Rutschkys Nachlass befindet sich im Literaturarchiv der Akademie der Künste.

## Der Rutschky-Kreis
Das Ehepaar Rutschky war der Mittelpunkt eines Intellektuellenkreises, zu dem unter anderem Jörg und Mariam Lau, Ina Hartwig, Kathrin Passig, Gerhard Henschel, Michael Kroeher, Harry Nutt, Dirk Knipphals, Jan Feddersen, Marc Degens und David Wagner gehörten. Stephan Wackwitz verglich ihn 2019 mit dem Kreis um Stefan George und warf dem Rutschky-Kreis autoritäre Strukturen vor:
Die kalte Wut war grenzenlos. Aber auch Heiner Müller durfte in der Wartenburgstraße nicht erwähnt werden, Elias Canetti nicht, mein literarischer Mentor John Berger nicht, zu Beginn unserer Bekanntschaft auch nicht Thomas Mann. Und schon gar nicht Robert Schneider. Nicht nur Personen waren Anathema, sondern auch mangelnde Glaubensfestigkeit in Bezug auf die kanonischen Dogmen.

## Werk
Als Autor entwickelte Michael Rutschky in den 1980er und 1990er Jahren eine eigene Variante des Essays, indem er fiktive, aber plausibel angelegte Figuren zum Reden brachte. Auch legte er für den Essay gattungstheoretische Reflexionen vor. In Rutschkys Texten gehen erzählerische Passagen und soziologische Interpretationen des Gegenwartsalltags eine Verbindung ein. Rutschkys Tagebuchaufzeichnungen verwenden statt der ersten Person die dritte, die für den Erzähler verwendete Figur wird mit „R.“ abgekürzt.

In seinen 2019 posthum erschienenen Tagebuchaufzeichnungen Gegen Ende thematisiert Rutschky seine Beziehung zum Schriftsteller Rainald Goetz, den Jörg Lau als seinen „literarischen Ziehsohn“ bezeichnet. Rutschky berichtet von seinem unerfüllten sexuellem Begehren nach Goetz und notiert Träume, in denen er mit ihm Geschlechtsverkehr hat. Auch Rutschkys Frau Katharina sei während ihrer Münchner Zeit in Goetz verliebt gewesen. Gegenüber Stephan Wackwitz erklärte Rutschky das Ende der Freundschaft und des Kontakts zu Goetz. Rutschky gibt an, Goetz, der mit Abfall für alle (1999) ein viel beachtetes Internettagebuch als Buch veröffentlichte, habe die Schreibweise der Chronik von ihm übernommen. Auf Goetz’ literarischen Erfolg reagierte Rutschky mit Neid:
Gestern besetzte ihn der Gedanke an Rainald Goetz quälend. Morgens meldete Gerrit Bartels im Tagesspiegel, dass er aus dem Schweigen der letzten Jahre triumphal aufgetaucht sei: mit einem Blog für die Zeitschrift Vanity Fair. Schwerer Neid kam auf, warum bietet Ulf Poschardt, Chef von Vanity Fair, R. keine Kolumne an? Warum ist insgesamt die Auftragslage so flau? Was hat R. die ganze Zeit falsch gemacht?

## Veröffentlichungen

### Als Autor
- mit Hartmut Eggert, Hans Christoph Berg: Schüler im Literaturunterricht. Kiepenheuer & Witsch, Köln 1975, ISBN 3-462-01081-6.
- Studien zur psychoanalytischen Interpretation von Literatur. Freie Universität Berlin, Germanistik, Dissertation, 1978.
- Erfahrungshunger. Ein Essay über die siebziger Jahre. Kiepenheuer und Witsch, Köln 1980, ISBN 3-462-01381-5.
- Lektüre der Seele. Eine historische Studie über die Psychoanalyse der Literatur. Ullstein, Frankfurt am Main [u. a.] 1981, ISBN 3-548-35106-9.
- Wartezeit. Ein Sittenbild. Kiepenheuer und Witsch, Köln 1983, ISBN 3-462-01582-6.
- Zur Ethnographie des Inlands. Suhrkamp, Frankfurt am Main 1984, ISBN 3-518-37525-3.
- Auf Reisen. Ein Fotoalbum. Suhrkamp, Frankfurt am Main 1986, ISBN 3-518-37768-X. (Bildband.)
- Was man zum Leben wissen muß. Ein Vademecum. Haffmans, Zürich 1987, ISBN 3-251-00108-6. (Mit 25 Zeichnungen von F. W. Bernstein.)
- mit Thomas Karsten, Peter Brasch: Thomas – mach ein Bild von uns! Bucher, München [u. a.] 1988, ISBN 3-7658-0578-5. (Aktfotografie, Bildband.)
- Reise durch das Ungeschick und andere Meisterstücke. Haffmans, Zürich 1990, ISBN 3-251-00157-4.
- Mit Dr. Siebert in Amerika. Der Alltag, Zürich [u. a.] 1991, ISBN 3-905080-12-5. (Bildband.)
- Traumnachrichten. Hersbrucker Bücherwerkstätte, Hersbruck 1991.
- Unterwegs im Beitrittsgebiet. Steidl, Göttingen 1994, ISBN 3-88243-297-7.
- Die Meinungsfreude. Anthropologische Feuilletons. Steidl, Göttingen 1997, ISBN 3-88243-460-0. (Essays.)
- mit Juergen Teller: Der verborgene Brecht. Ein Berliner Stadtrundgang. Scalo, Zürich [u. a.] 1997, ISBN 3-931141-71-3. (Begleitband zur Ausstellung.)
- Lebensromane. Zehn Kapitel über das Phantasieren. Steidl, Göttingen 1998, ISBN 3-88243-606-9.
- Berlin. Die Stadt als Roman. Ullstein, Berlin 2001, ISBN 3-89834-040-6.
- Wie wir Amerikaner wurden. Eine deutsche Entwicklungsgeschichte. Ullstein, München 2004, ISBN 3-550-07586-3.
- Das Merkbuch. Eine Vatergeschichte. Suhrkamp, Berlin 2012, ISBN 978-3-518-42265-6.
- Mitgeschrieben. Die Sensationen des Gewöhnlichen. Berenberg, Berlin 2015, ISBN 978-3-937834-82-5.
- In die neue Zeit. Aufzeichnungen 1988–1992. Berenberg, Berlin 2017, ISBN 978-3-946334-23-1.[18]
- Gegen Ende. Tagebuchaufzeichnungen 1996–2009. Zusammengestellt von Michael Rutschky und Kurt Scheel. Mit einem Nachwort von Jörg Lau. Berenberg, Berlin 2019, ISBN 978-3-946334-49-1.

### Als Herausgeber
- Errungenschaften. Eine Kasuistik. Suhrkamp, Frankfurt am Main 1982, ISBN 3-518-11101-9.
- 1982. Ein Jahresbericht. Suhrkamp, Frankfurt am Main 1983, ISBN 3-518-37371-4.
- 1983. Tag für Tag. Der Jahresbericht. Suhrkamp, Frankfurt am Main 1984, ISBN 3-518-37474-5.
- Die andere Chronik. 1987. Kiepenheuer & Witsch, Köln 1987, ISBN 3-462-01851-5.

### Nachrufe
- Harry Nutt: Taktgeber, Entdecker, Inlandsethnograf Nachruf auf Michael Rutschky in der Frankfurter Rundschau, 18. März 2018.
- Christian Schröder: Hungrig nach Erfahrungen Nachruf auf Michael Rutschky im Tagesspiegel, 18. März 2018.
- Jan Feddersen: Hilfe gegen die Irren. In Erinnerung an Michael Rutschky Nachruf in der taz, 19. März 2018.
- Kurt Scheel: Brief an Kohlhammer. In: das-schema.com. Archiviert vom Original (nicht mehr online verfügbar) am 22. März 2018; abgerufen am 22. März 2018.
- „Der famose Herr Rutschky“ Gerhard Henschel, Frankfurter Allgemeine Zeitung, 24. März 2018